# Anua finifascia
Anua finifascia là một loài bướm đêm trong họ Erebidae.